# Тамбиев, Юсуп Дудаевич
Юсу́п Дуда́евич Тамби́ев (1 декабря 1906, Назрань, Терская область — 1944, Фрунзе, Киргизская ССР) — ингушский советский партийный и политический деятель, первый Председатель Президиума Верховного Совета Чечено-Ингушской АССР.

## Биография
Родился 1 декабря 1906 года в Назрани. Его родители умерли, когда ему было девять лет. Его воспитали дядя Шовхал и его жена Забант.
Занимался комсомольской работой. Окончил советскую партийную школу в Орджоникидзе. Заведовал агитпропом райкома комсомола в родном селе. Затем работал ответственным секретарём райкома комсомола Назрановского и Пседахского районов.
В 1928 году направлен на учёбу в Москву в Коммунистический университет трудящихся Востока (КУТВ). Учился на факультете по исследованию проблем колониальных и зависимых народов. Был избран секретарём комсомольской ячейки КУТВ. Окончил учёбу с отличием. Стал лауреатом премии университета, ассистентом кафедры политэкономии. Был зачислен в аспирантуру.
В 1933 году, ещё до окончания аспирантуры, вынужден был вернуться в Ингушетию, так как на родине не хватало кадров. Был назначен заместителем Председателя Ингушского облисполкома.
В ноябре 1937 года был назначен председателем облисполкома Чечено-Ингушской автономной области. Тогда же был избран депутатом Совета Национальностей Верховного Совета СССР от Малгобекского округа. Принимал участие в создании конституции Чечено-Ингушской АССР. В 1938 году стал Председателем Президиума Верховного Совета республики.
После начала Великой Отечественной войны Тамбиев занимался вопросами перевода народного хозяйства на военные рельсы, организацией снабжения войск, строительством оборонительных сооружений и т. д. Одним из результатов его деятельности было создание Северокавказского оборонительного рубежа. Это позволило успешно провести Малгобекскую оборонительную операцию 1942 года.
После депортации 23 февраля 1944 года семья Тамбиевых оказалась в Киргизской ССР. В том же году он тяжело заболел и вскоре умер. Похоронен в Бишкеке.

## Награды
- Орден Ленина[1];
- Орден Красного Знамени.

## Память
- На стене дома, где он жил[где?], установлена мемориальная доска;
- Одна из улиц Назрани названа именем Юсупа Тамбиева.